# Katastroflarm
Katastroflarm (engelska: Airport 1975) är en amerikansk långfilm som hade biopremiär i USA den 18 oktober 1974. Svensk premiär den 13 januari 1975. Filmen är uppföljare till Airport – flygplatsen från 1970.

## Handling
Sedan en Boeing 747 under flygning kolliderat med en Beech Baron har ett hål rivits upp i förarkabinen och piloterna omkommit. En flygvärdinna tar över spakarna.

## Rollista (i urval)
- Charlton Heston – Alan Murdock
- Karen Black – Nancy Pryor
- George Kennedy – Joe Patroni
- Gloria Swanson – Gloria Swanson
- Efrem Zimbalist, Jr. – Captain Stacy
- Susan Clark – Helen Patroni
- Helen Reddy – Sister Ruth
- Sid Caesar – Barney
- Linda Blair – Janice Abbott
- Dana Andrews – Scott Freeman
- Roy Thinnes – Urias
- Nancy Olson – Mrs Abbott
- Ed Nelson – Major John Alexander
- Myrna Loy – Mrs Devaney
- Augusta Summerland – Winnie

### Fotnoter
1. ↑  ”Airport 1975” (på engelska). Box Office Mojo. 18 oktober 1974. http://www.boxofficemojo.com/movies/?id=airport75.htm. Läst 2 oktober 2016.